# Hildenbrandiaceae
Famille
Les Hildenbrandiaceae sont une famille d’algues rouges de l’ordre des Hildenbrandiales. 

## Étymologie
Le nom vient du genre type Hildenbrandia qui rend hommage au médecin et botaniste autrichien Franz Xaver von Hildenbrand (d) (1789-1849).

## Liste des genres
Selon BioLib (24 décembre 2021), ITIS (24 décembre 2021), NCBI (24 décembre 2021) et World Register of Marine Species (24 décembre 2021) :
- Apophlaea Harvey, 1845
- Hildenbrandia Nardo, 1834